# Зайцев, Григорий Сергеевич
Григо́рий Серге́евич За́йцев  (родился 31 января 1983, Новосибирск, СССР) — российский композитор и музыковед.
Член правления Союза московских композиторов, кандидат искусствоведения, старший преподаватель Московского государственного института музыки им. А. Г. Шнитке

## Биография
Григорий Сергеевич Зайцев — воспитанник Новосибирской государственной консерватории им. Глинки (в классе альта Ю. Н. Мазченко, в классе композиции Ю. П. Юкечева) и Российской академии музыки им. Гнесиных (в классе композиции и инструментовки К. Е. Волкова). Г. С. Зайцев — член Союза Композиторов России и член правления Союза московских композиторов, лауреат множества международных и Всероссийских композиторских конкурсов. В 2013 г. защитил кандидатскую диссертацию на тему «Полифоническая техника в струнных квартетах Н. Я. Мясковского» (научный руководитель Е. В. Вязкова). С 2007 года преподает в Московском государственном институте музыки им. А. Г. Шнитке, а также колледже при МГИМ им. А. Г. Шнитке.
Среди исполнителей музыки автора — ведущие коллективы страны, такие как Большой симфонический оркестр имени П. И. Чайковского (под руководством Владимира Федосеева), Государственные Филармонические оркестры Москвы, С-Петербурга, Екатеринбурга, Омска, Самары, Новосибирска, а также известные отечественные и зарубежные солисты (из них, Денис Шаповалов, Евгений Брахман, Гинтарас Янушявичюс и др.). Музыка композитора включена в репертуар многих русских народных оркестров России. Григорий Зайцев сотрудничает с ведущими солистами-исполнителями на струнных народных инструментах (Дмитрием Калининым — балалайка, Евгением Волчковым, Верой Махан, Ириной Колосовой, Александрой Котковой (Скрозниковой), Кристиной Шарабидзе, Кристиной Фиш — домра малая и др.).

### Творчество
Григорий Зайцев — автор более ста сочинений практически во всех жанрах. Среди сочинений Г. С. Зайцева преобладает музыка для симфонического оркестра («Краски Джотто» 2004 г., «…слезами звёзд…» 2005 г., «Вавилон — театр времени» 2006 г., «Сказка о Царе и о Волшебной Иголочке»" 2006 г.), а также музыка для русского народного оркестра («Незримые пути» 2006 г., «Воображаемое путешествие» 2006 г., «По ту сторону грез» 2012 г., «Pardes Rimonim/Гранатовый сад» концерт-симфония для домры и РНО (2013) и др.).
Согласно книге, изданной от Союза Композиторов России, «Молодые российские композиторы» Григорий Зайцев считается автором первых сочинений для русских народных инструментов, написанных в эстетике минимализма («Русский контрапункт» — для квинтета щипковых инструментов, подробно анализируемый в вышеназванной этой книге; «Musica trista» — для домры и оркестра) и первой сонаты для малой домры solo («Иродиада» — соната-каприс для малой домры solo 2010), а также ряда других новаций в области русских народных инструментов.

## Награды
- Лауреат (Первая премия) на Международном конкурсе Plathners Eleven Composers Competition в Ганновере (Германия) 2010 г.[13]
- Лауреат (Первая премия и премия Издательского Дома «Композитор») Международного конкурса композиторов «Петя и волк — 2006» (Екатеринбург)[14],[15]
- Лауреат (Третья премия) конкурса композиторов «Вера, Надежда, Любовь 2005» (Москва) посвящённого 75-летию Государственного Академического Большого симфонического оркестра им. П. И. Чайковского[16].
- Лауреат (Вторая премия) Первого Всероссийского композиторского конкурса им. Д. Д. Шостаковича 2006 г.(Санкт-Петербург)[17].
- Дипломант Второго Всероссийского композиторского конкурса им. Д. Д. Шостаковича 2008 г. (Санкт-Петербург)[18].
- Стипендиат президента Российской Федерации.
- Лауреат (Первая премия и серебряная медаль) Третьего Всероссийского композиторского конкурса современной тональной музыки им. Н. Чаргейшвили (Санкт-Петербург) 2009 г.[19].
- Лауреат (Третья премия) I московского открытого конкурса молодых композиторов им. Ю. Н. Шишакова на сочинение произведений для народных инструментов (2005—2006 г.)[20].
- Лауреат (Первая и Вторая премии — в разных номинациях) II московского открытого конкурса молодых композиторов им. Ю. Н. Шишакова на сочинение произведений для народных инструментов (2008 г.)
- Лауреат (Первая премия жюри и Вторая премия по результатам голосования зала) Четвёртого Всероссийского композиторского конкурса-фестиваля СТАМ (Санкт-Петербург) 2010 г.